# Osama (powieść)
Osama – wydana w 2011 r. powieść fantastyczna autorstwa izraelskiego pisarza Lavie Tidhara łącząca wątki historii alternatywnej i powieści detektywistycznej. W Polsce ukazała się nakładem Wydawnictwa Mag w 2013 r. w serii Uczta Wyobraźni w przekładzie Grzegorza Komerskiego.
Książka zdobyła nagrodę World Fantasy Award dla najlepszej powieści w 2012 r.

## Opis fabuły
Opisany w prologu zamach bombowy na ambasadę USA w Nairobi przez Al-Kaidę w 1998 r. okazuje się częścią pulpowej powieści Assignment: Africa, trzeciej części popularnej serii Osama Bin Laden: Vigilante, której autor ukrywa się pod pseudonimem Mike Longshott. Anonimowa kobieta, która chce zlokalizować Longshotta, zatrudnia do tej pracy Joego, prywatnego detektywa z Wientianu w Laosie. Mężczyzna przyjmuje zlecenie i jedzie do Paryża, gdzie znajduje się siedziba wydawnictwa Medusa Press, publikującego książki Longshotta. Czytelnik napotyka tu niezrozumiałe nielogiczności: np. Joe, który wydaje się być Amerykaninem, nigdy nie słyszał o World Trade Center, Charles de Gaulle zginął w 1944 r., prezydentem Francji został Antoine de Saint-Exupéry, a międzynarodowy terroryzm nigdy się nie rozwinął. Wkrótce czytelnik obrazy naszego współczesnego świata, będącymi fikcją w świecie powieści, odnajduje w świecie opisywanej pulpowej fabuły.

## Odbiór
Krytycy opisali powieść jako „niecodzienną i enigmatyczną”, w której autor „oferuje prawdopodobnie najdziwniejsze jak dotąd fikcyjne spojrzenie na Osamę bin Ladena”, znajdując podobieństwa do Człowieka z Wysokiego Zamku Philipa K. Dicka oraz kryminałów Raymonda Chandlera. Charlie Jane Anders określa tekst jako „o wiele bardziej aktualny i prawdopodobnie o wiele bardziej eksperymentalny niż Taniec ze smokami”.

## Nagrody i wyróżnienia
- 2012 World Fantasy Award